# Saran (Loiret)
 Saran  es una población y comuna francesa, situada en la región de Centro, departamento de Loiret, en el distrito de Orléans y cantón de Ingré.

## Demografía
| 1 141                     | 1 239 | 1 225 | 1 174 | 1 215 | 1 206 | 1 121 | 1 163 | 1 179 | 1 181 | 1 182 | 1 210 | 1 235 | 1 303 | 1 369 | 1 349 | 1 426 | 1 337 | 1 379 | 1 337 | 1 412 | 1 421 | 1 628 | 1 752 | 1 853 | 2 094 | 2 450 | 4 386 | 5 749 | 8 757 | 10 104 | 13 436 | 14 797 | 15 333 |
| (Fuente: INSEE y Cassini) |       |       |       |       |       |       |       |       |       |       |       |       |       |       |       |       |       |       |       |       |       |       |       |       |       |       |       |       |       |        |        |        |        |

## Patrimonio
Entre los elementos interesantes que hacen al patrimonio de esta comuna se encuentran:
- El viaducto  del aerotrén Bertin.